# Тацинский аэродром
Тацинский аэродром – не действующий аэродром недалеко от станицы Тацинская в Ростовской области. Был построен летом 1941 года, для работы ВВС РККА. Летом 1942 года, после отхода советских войск к Сталинграду активно использовался силами Люфтваффе. Один из аэродромов, использовавшийся немецким вермахтом во время Сталинградской битвы для снабжения окруженной 6-й армии. После освобождения станицы, в январе 1943 года и последующего ремонта, с весны текущего года, вновь использовался советской авиацией. После окончания войны и вплоть до начала 90-х годов, был лагерным (полевым) аэродромом Качинского высшего военного авиационного училища лётчиков.

## История

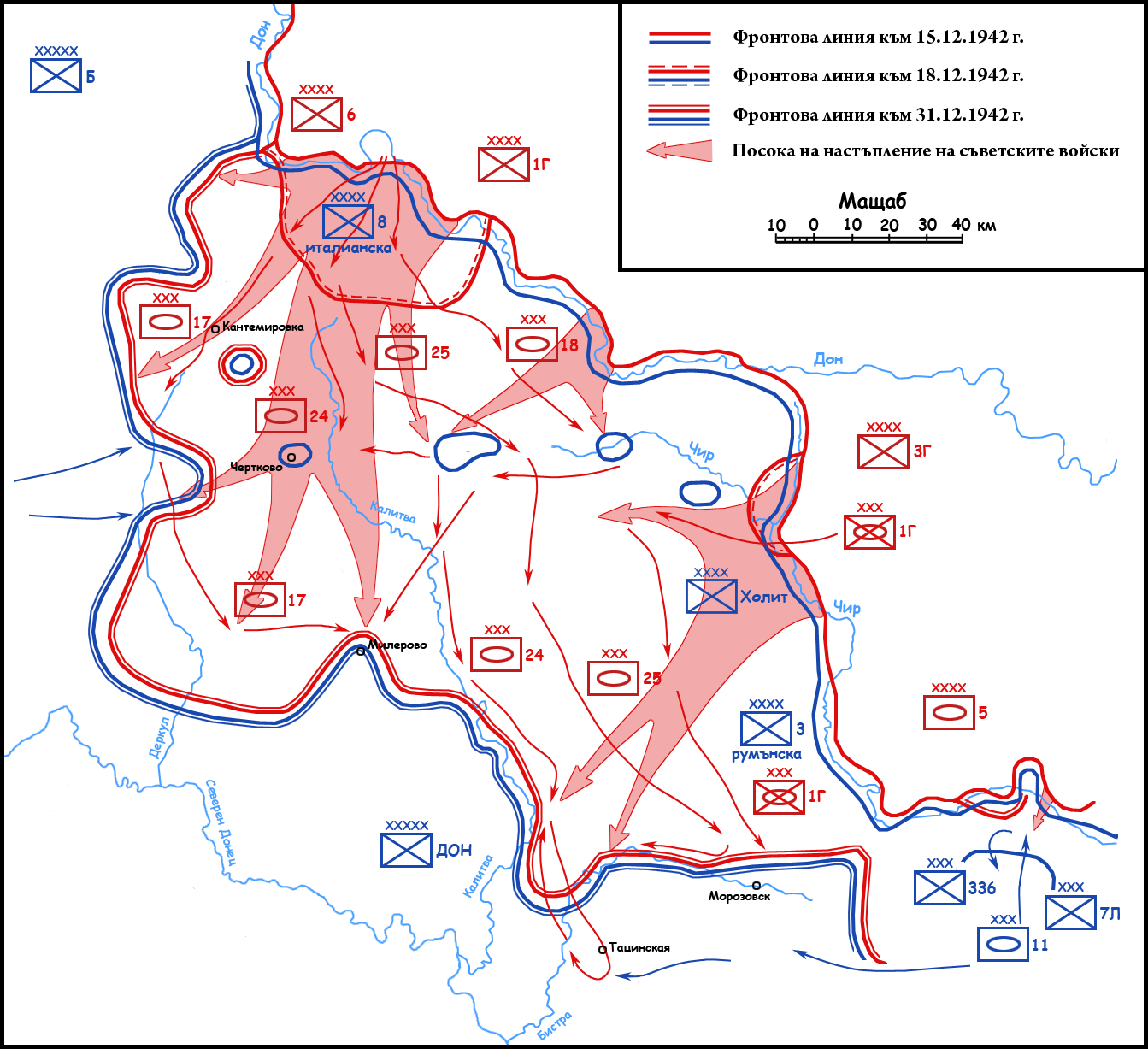
Среднедонская операция

Появление аэродрома рядом со станицей Тацинской связано с началом Великой Отечественной войны. Воздушную гавань активно использовали советские и немецкие войска.
Аэродром в «Тацинский» был построен летом 1941 года согласно Постановлению Госкомитета обороны № 152сс от 15 июля 1941 года «О строительстве глубинных оперативных аэродромов и полос». Располагался примерно в двух км южнее станицы.
Взлётная полоса с грунтово-гравийным покрытием имела размеры 1200 на 100 метров и была ориентирована в направлении с запада на восток. Привлекались силы не только Тацинского, но и Раздорского, Константиновского, Скосырского и Милютинского районов.
С лета 1942 года на аэродроме базировались бомбардировщики авиации дальнего действия, которые совершали налёты на немецкие войска, наступающие на Донбасс. С приближением немцев авиация дальнего действия перемещается восточнее, а на Тацинском аэродроме базируются советские штурмовики и истребители.
В июле 1942 года Тацинский район оккупируют фашисты, и аэродром практически в исправном состоянии переходит в распоряжение немецких военно-воздушных сил.
Тацинский аэродром, располагающийся в 260 км к западу от Сталинграда, стал самым важным аэродромом для снабжения окруженной 6-й армии в Сталинграде после того, как 24 ноября 1942 года все наземные связи были разорваны, когда началась воздушная перевозка.
Воздушный мост начал действовать уже 24 ноября 1942 года. Интенсивность полётов германской транспортной авиации в окружённую группировку Паулюса в конце ноября фиксировалась на уровне 100-150 самолёто-пролётов ежедневно. Тацинская служила основной базой для транспортных самолётов Ju 52, в то время как Морозовская использовалась в основном бомбардировщиками He 111, которые были переоборудованы в транспортные самолёты. Перелет самолёт Ju 52 из Тацинской до Сталинграда занимал около 1 часа.
Аэродром находился под угрозой захвата Красной Армией, но Герман Геринг запретил его эвакуацию, несмотря на просьбу генерал-майора Фибига, который отвечал за воздушное снабжение 6-й армии. 23 декабря 1942 г. Геринг все таки дал разрешение на его эвакуацию, но было уже слишком поздно. Эвакуация началась на рассвете 24 декабря, когда советские танки уже вышли к аэродрому. В это время здесь находились около 180 исправных самолётов. В течение 45 минут в воздух поднялись 124 самолёта. В 8.15 взлетел последний «Юнкерс», на борту которого находился командир 8-го авиакорпуса Мартин Фибиг со своим штабом. Однако, около семидесяти машин различных марок было уничтожено. По немецким данным, наземные подразделения люфтваффе за 24 декабря потеряли в Тацинской 115 человек, большей частью убитыми и пропавшими без вести. Наибольшие потери в обслуживающем персонале понесли 21-я и 22-я транспортные группы. На охранников, зенитчиков и строителей пришлось максимальное число потерь – 79 человек. В то же время отсутствие в списках потерь наземного персонала частей, оснащённых транспортными самолётами Ю-52, дает основание предполагать, что эти специалисты были всё же в последний момент эвакуированы из-под удара советских танков. 24 декабря Тацинская была освобождена частями Красной Армии, и люфтваффе потеряла почти 70 из 180 дислоцированных на ней Ju 52 и все наземное оборудование. Падение аэродрома вместе с угрозой нависшей над аэродромом в Морозовской, привело к остановке снабжения 6-й армии до 26-го декабря. После того, как танкисты генерала Баданова оставили Тацинскую, немцы вновь вернулись на аэродром и разместили на нём эскадрилью истребителей, но транспортные самолёты на него больше не возвращались. Несмотря на то, что 28-го декабря немцы ненадолго вновь захватили аэродром, пребывание немецких истребителей было недолгим, советские войска стремительно вновь приближались к Тацинской, которая была освобождена 15 января 1943 года. По другим данным, уже к 31 декабря 1943 года, станица Тацинская вновь была освобождена.
После падения Тацинской Ju 52 были переведены в Сальск, а He 111 – в Новочеркасск, что значительно увеличило расстояние перелётов.
Аэродром охраняла румынская армия, в частности 75-мм зенитные орудия Vickers/Reșița. Как и немецкие 88-мм зенитные орудия, эти орудия также оказались эффективными против советской брони. Румынские артиллеристы уничтожили 5 советских танков при обороне аэродрома.
Спустя некоторое время, после проведения восстановительных работ и работ по разминированию, на Тацинском аэродроме вновь стали базироваться советские самолёты. Это были истребители 517-го и 774-го авиационных полков 282-й истребительной авиационной дивизии 17-й Воздушной армии. В течение нескольких месяцев с этого аэродрома они летели прикрывать советские войска, а затем их сменили бомбардировщики.
После окончания Великой Отечественной войны и до начала 90-х годов Тацинский аэродром стал лагерным (полевым) аэродромом 122-го Учебного авиационного полка «Качинского высшего военного авиационного училища летчиков им. Мясникова». Был значительно расширен и перестроен, но очертания старого аэродрома времен войны, видны до сих пор. Основные типы самолётов Л-29 и Л-39. С середины 90-х годов – заброшен.

## Примечание
1. 1 2 3 4 5 6  rajonnievesti. К 80-летию освобождения района. История Тацинского аэродрома - Районные вести (14 января 2023). Дата обращения: 2 августа 2023. Архивировано 2 августа 2023 года.
2. ↑  A Desperate struggle to save a condemned Army — A critical review of the Stalingrad airlift Архивная копия от 10 марта 2012 на Wayback Machine page: 17, accessed: 10 March 2009
3. ↑  Hitler’s War on Russia (недоступная ссылка) Google book review, author: Charles Winchester, publisher: Osprey Publishing, page: 111, accessed: 10 March 2009
4. ↑  Adam, Wilhelm; Ruhle, Otto. With Paulus at Stalingrad (неопр.). — Pen and Sword Books Ltd., 2015. — С. 159. — ISBN 9781473833869.
5. ↑  Christmas at Stalingrad Архивировано 10 мая 2008 года. accessed: 10 March 2009
6. ↑  Hitler’s War on Russia (недоступная ссылка) Google book review, author: Charles Winchester, publisher: Osprey Publishing, page: 113, accessed: 10 March 2009
7. ↑  A Desperate struggle to save a condemned Army -A critical review of the Stalingrad airlift Архивная копия от 10 марта 2012 на Wayback Machine page: 21, accessed: 10 March 2009
8. ↑  Ronald L. Tarnstrom, Balkan Battles, Trogen Books, 1998, p. 395. Дата обращения: 20 июня 2019. Архивировано 24 июля 2018 года.
9. ↑  К 130-летию станицы Тацинской - 17 Августа 2011 - . rayvesti.ucoz.ru. Дата обращения: 2 августа 2023. Архивировано 2 августа 2023 года.